# Forum Gesseler Goldhort

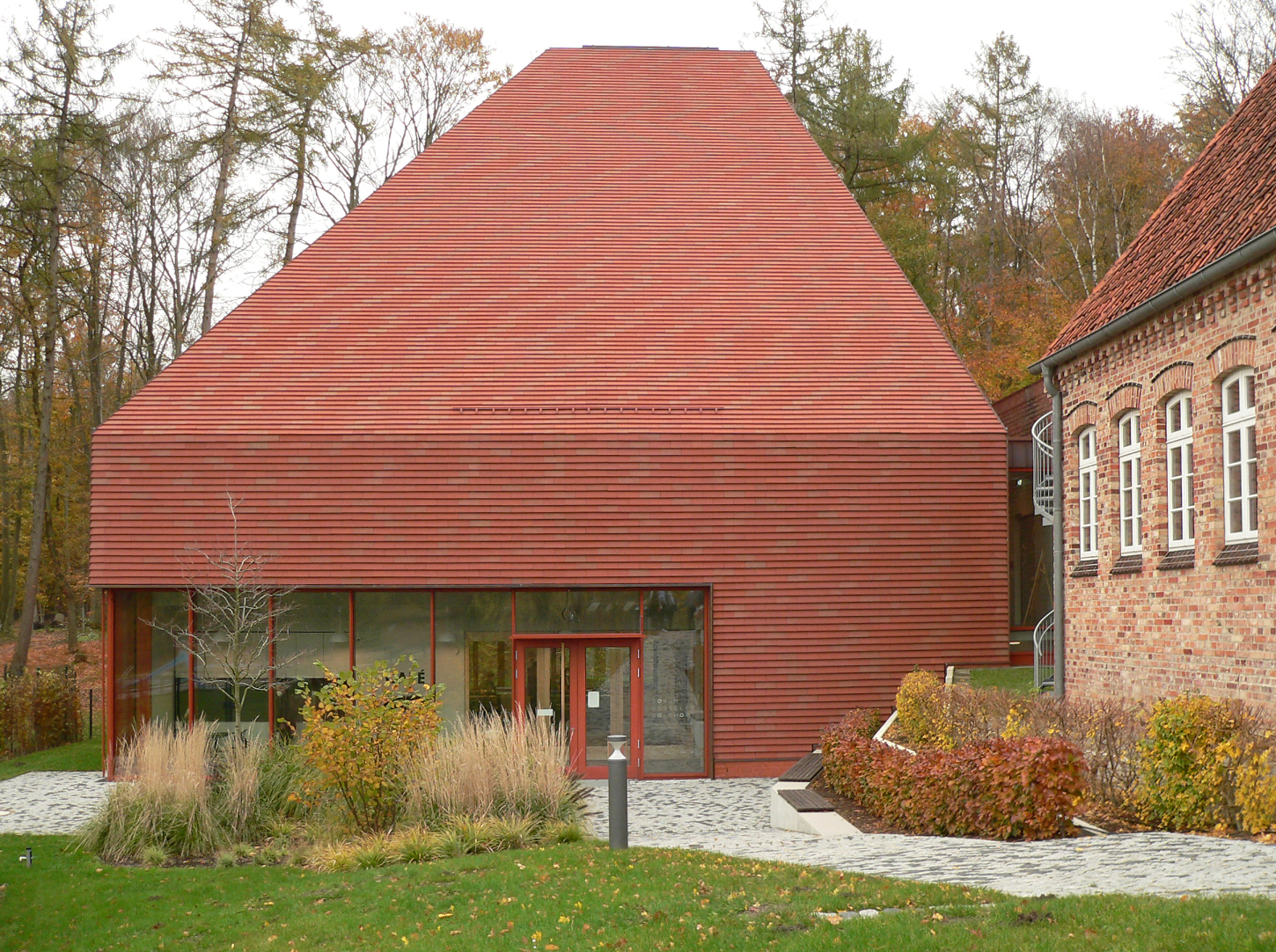
Forum Gesseler Goldhort als Anbau an das Kreismuseum Syke

Das Forum Gesseler Goldhort ist ein Museum in Syke, das ausgehend vom namensgebenden Goldhort von Gessel als bronzezeitlicher Depotfund eine archäologische Ausstellung präsentiert. Das Museum ist als Anbau dem Kreismuseum Syke angegliedert.

## Entstehung
Der ab 2012 diskutierte Bau einer neuen Ausstellungsfläche für den im Jahr 2011 entdeckten Goldhort von Gessel sollte ursprünglich bis 2017 entstehen. Ein 2016 ausgelobter Architekturwettbewerb zur Realisierung eines Neubaus zählte über 100 Einreichungen. Entsprechend dem siegreichen Entwurf wurde ab 2018 ein pyramidenförmiger Bau mit 650 Quadratmetern Nutzfläche und einem zentralen Oberlicht errichtet, der mit Dachziegeln verkleidet wurde. Der zweigeschossige Museumsbau kostete rund 3,8 Millionen Euro. Nach mehreren Verzögerungen fand die Museumseröffnung am 2. Oktober 2020 statt.

## Gestaltung und Sammlung

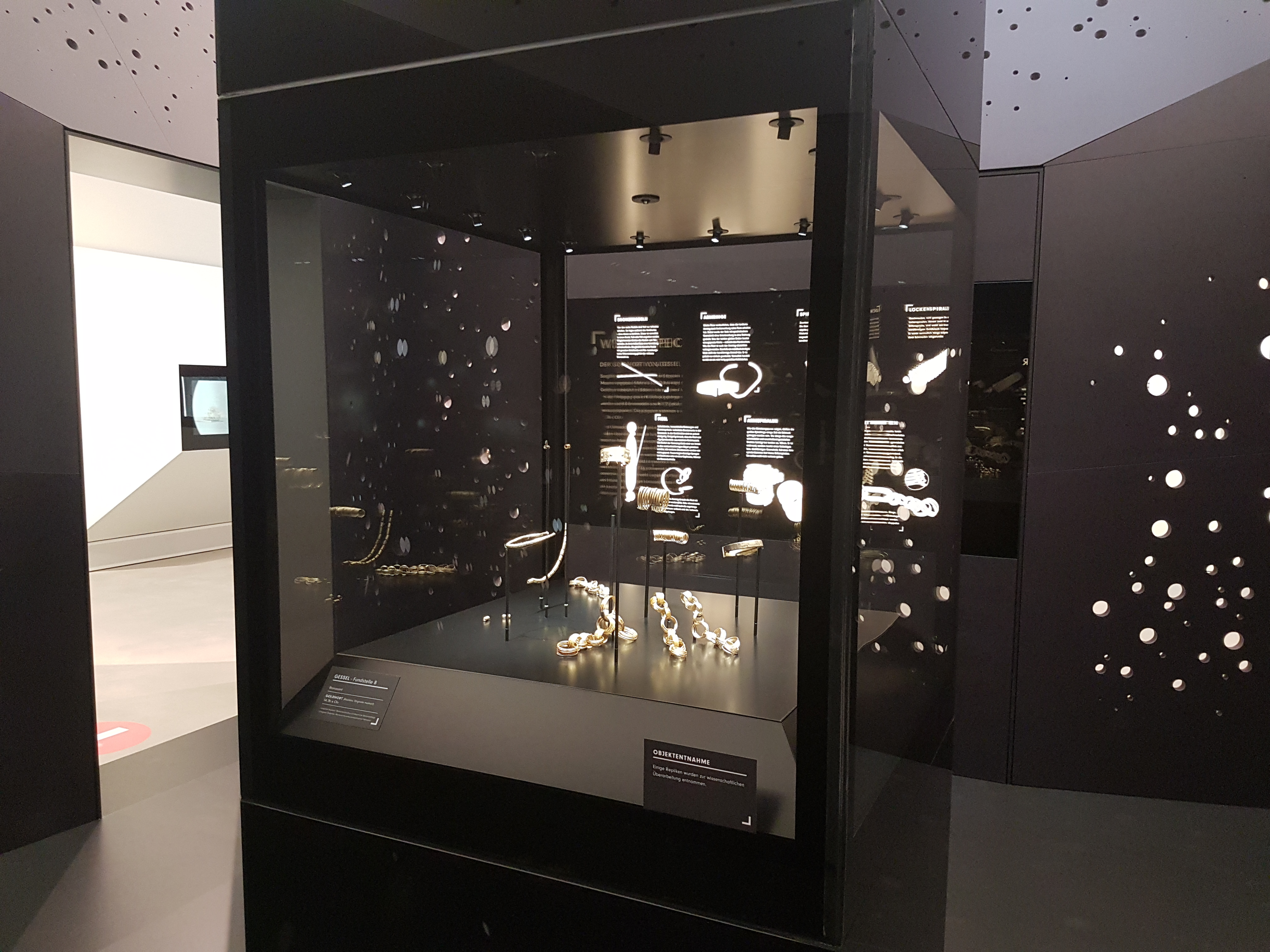
Präsentation des Goldhorts

Das Museum verfügt über eine 240 Quadratmeter große Ausstellungsfläche im Obergeschoss des Gebäudes. Im Erdgeschoss befindet sich neben einem Café das Mitmach-Labor, in dem ein Schaumagazin und sechs interaktive Forschertische sowie ein großformatiger Lackabzug untergebracht sind.
Im Zentrum des Museums steht der Goldhort, der im Original dauerhaft im Niedersächsischen Landesmuseum in Hannover gezeigt wird. In Syke wurde er von der Museumseröffnung im Oktober 2020 bis Juni 2021 vollständig im Original präsentiert, wobei wegen der COVID-19-Pandemie in dieser Zeit kein regulärer Besucherbetrieb möglich war. Seitdem sind in Syke nur abwechselnd einzelne Originalstücke des Goldhortes ausgestellt, die durch im 3D-Druck-Verfahren entstandene Kopien ergänzt werden.
Die Museumsausstellung zeigt auf Basis umfangreicher Filmaufnahmen auch die Freilegung, Bergung, Untersuchung und Konservierung des Goldhorts. Daneben umfasst die Ausstellung weitere Funde, die bei den archäologischen Nachforschungen an etwa 120 Fundstellen entlang der Trasse der Nordeuropäischen Erdgasleitung (NEL) und der Nord-West-Anbindungsleitung (NOWAL) entdeckt wurden. Ergänzend findet eine Einführung in archäologische Untersuchungsmethoden statt.

## Galerie

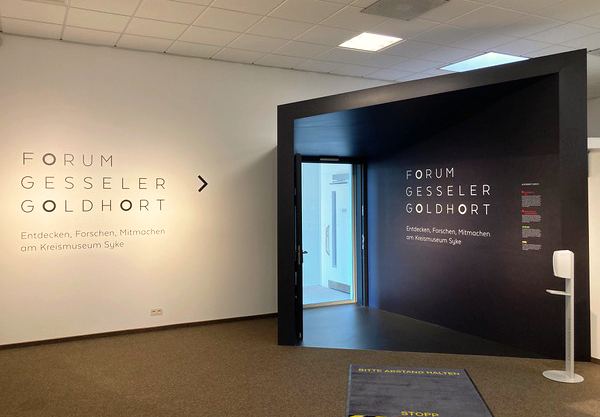
Eingangsbereich
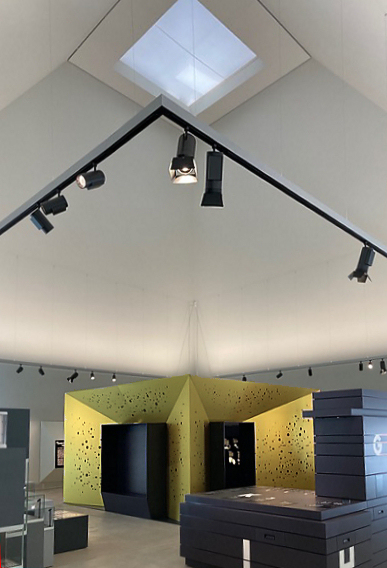
Goldfarbener Kubus, in dem die Vitrine mit dem Goldhort steht, darüber Oberlicht
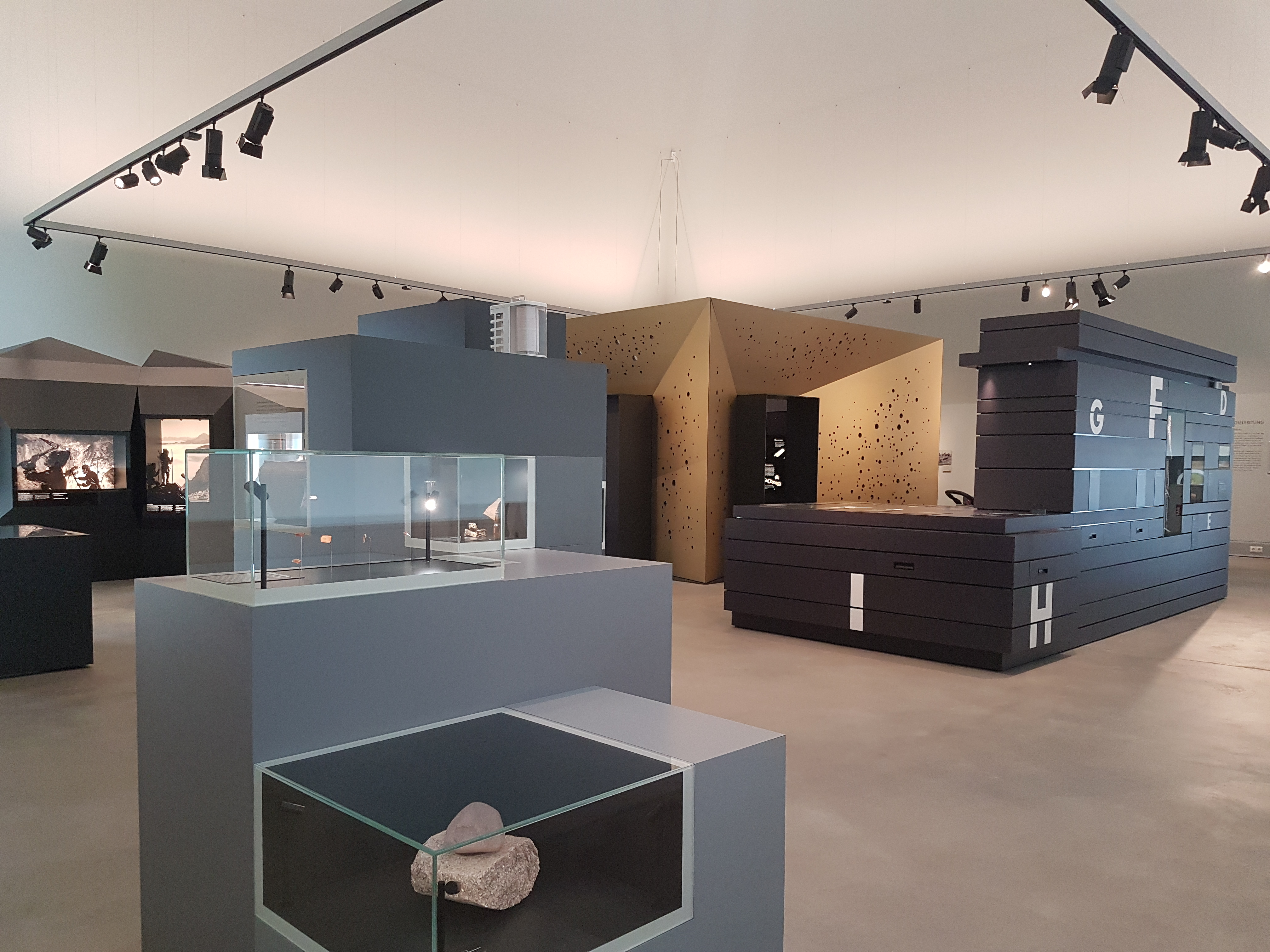
Ausstellungsfläche im Obergeschoss mit dem goldfarbenen Kubus
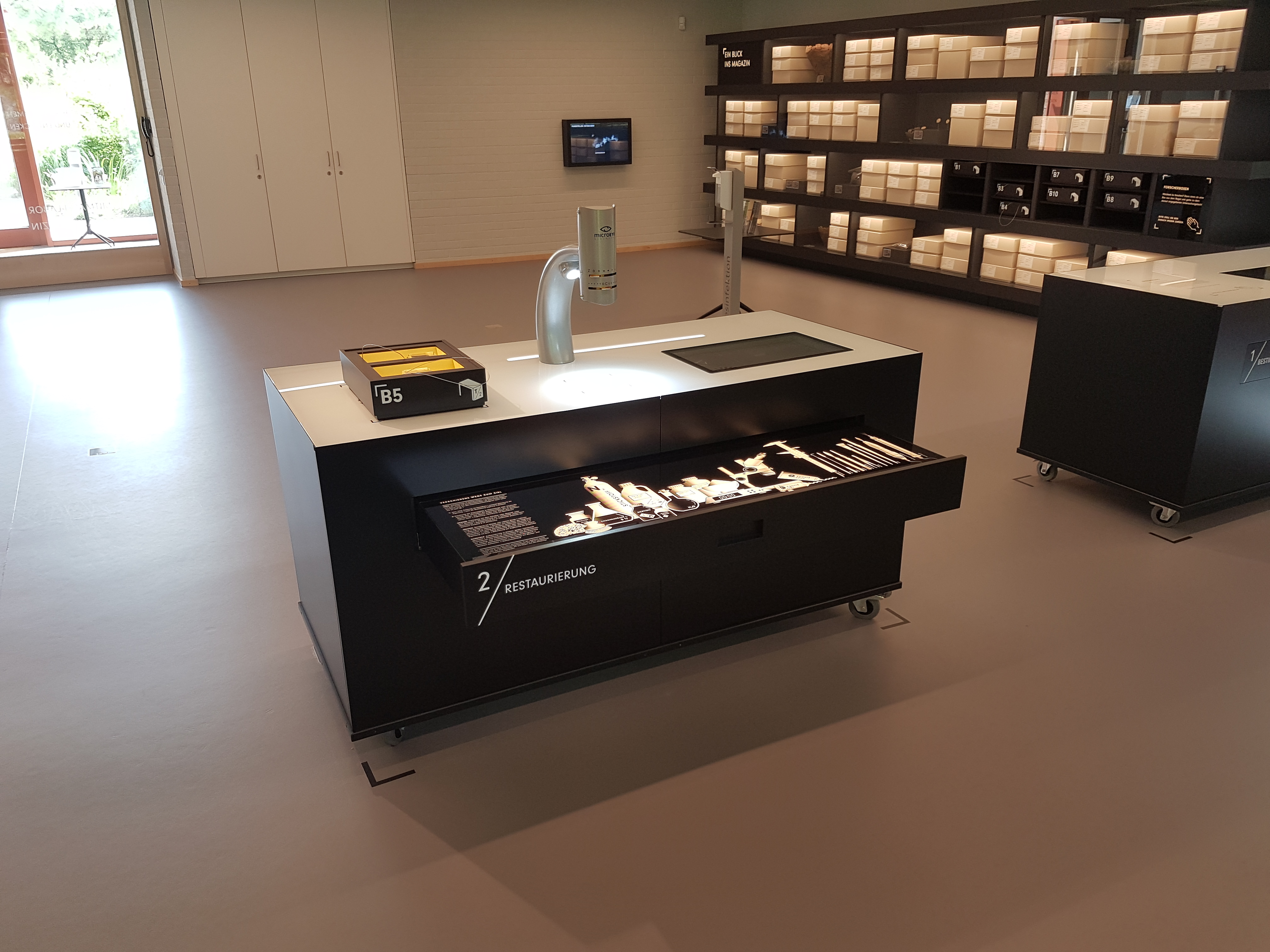
Forschertisch im Mitmach-Labor im Erdgeschoss